# Bror Mellberg
Bror Lars Astley Mellberg, conegut com a Bror Mellberg, (Ambjörby, 9 de novembre de 1923 – Ambjörby, 8 de setembre de 2004) fou un futbolista suec de la dècada de 1950.

## Trajectòria
A Suècia destacà al club AIK Fotboll. També jugà a Itàlia, al Genoa CFC, i a diversos clubs francesos, com el Toulouse FC, el Red Star i el FC Sochaux-Montbéliard. Amb la selecció sueca disputà els Mundials del Brasil 1950 i Suècia 1958, en els quals assolí una tercera i una segona posició.
És oncle-del futbolista Olof Mellberg.